# Oribatella quadricornuta
Oribatella quadricornuta är en kvalsterart som först beskrevs av Michael 1880.  Oribatella quadricornuta ingår i släktet Oribatella och familjen Oribatellidae. Inga underarter finns listade i Catalogue of Life.